# Insolentipalpus
Insolentipalpus  (лат.) — род чешуекрылых из подсемейства совок-пядениц. Распространены в Ориентальной области.

## Описание
Первый членик щупиков длинный, достигает темени. Второй членик длинный изогнут над головой. Третий сегмент умеренно длинный, с пучком волосков на внутренней стороне. Усики двусторонне гребенчатые. Ноги длинные покрыты чешуйками.

## Систематика
В составе рода четыре вида:
- Insolentipalpus acypera Hampson 1902
- Insolentipalpus biagi Bethune-Baker 1908
- Insolentipalpus mesogramma Hampson 1912
- Insolentipalpus ochreopunctata Bethune-Baker 1908

## Распространение
Представители рода встречаются в Индии, Бутане, Новой Гвинее.